# Clyde Lovellette
Clyde Edward Lovellette, född 7 september 1929 i Petersburg i Indiana, död 9 mars 2016 i North Manchester i Indiana, var en amerikansk basketspelare. Han var den förste spelaren som blivit NCAA-mästare, NBA-mästare och vunnit OS-guld under sin karriär.

## Olympisk karriär
Clyde Lovellette tog guld i OS 1952 för USA i Helsingfors. Detta var USA:s tredje basketguld i olympiska sommarspelen.

## Lag
- Phillips 66ers (1952–1953)
- Minneapolis Lakers (1953–1957)
- Cincinnati Royals (1957–1958)
- St. Louis Hawks (1958–1962)
- Boston Celtics (1962–1964)

## Meriter i urval
- 3× NBA-mästare (1954, 1963, 1964)
- 4× NBA All-Star (1956, 1957, 1960, 1961)
- All-NBA Second Team (1956)
- NCAA-mästare (1952)